# 이해고
이해고(Li Kaigu , 李楷固)는 거란족 무상가한 이진충의 양자였다가 무주 장수가 된 거란족 출신 인물이다. 이진충이 죽자 당나라에 항복하였고 대조영을 토벌하라는 측천무후의 명을 받아 당나라의 우옥검위대장군(右玉鈐衛大將軍) 과 연공(燕公)의 직위까지 오른 인물이다. 700년부터 705년까지 무주 황제 측천무후의 신임을 받아 측천무후의 성씨인 무씨 성을 하사받고 성을 바꿔 무해고(武楷固)라 하기도 하였다.

## 생애
696년, 거란의 이진충과 그 처남 손만영이 무주국(측천무후가 황위에 있을 당시 일시적으로 당나라를 멸망시키고 건국한 주나라)의 폭압에 항거하여 반란을 일으켰다. 이해고는 이 당시 거란족 무상가한 이진충의 수하 장수였다. 696년 8월에 서협석곡의 황장곡에서 무주의 군사를 상대해 무주 장수 장현우와 마인절을 올가미로 씌어 사로잡았으며 696년에 이진충이 사망하고 697년에는 손만영이 피살되었다. 이후 무주 신병도총관 양현기에게 패해 이해고와 수하 장수 낙무정(駱務整)은 측천무후에게 항복했고 하아소와 마행위, 양봉절은 장안으로 압송되어 처형되었다. 처음에 무주에서는 이해고와 낙무정을 죽이려 했으나 재상 적인걸이 측천무후를 설득해 그들을 자기 휘하의 장수로 삼았다.
698년에 이해고는 옥검위대장군에 임명되어 측천무후의 명으로 12만 대군을 일으켜 손만영과 이진충의 반란을 틈타 허베이성 석가장시 일대였던 영주를 탈출한 대조영의 세력을 쫓아 천문령 전투에서 중랑장 색구(索仇)와 함께 백산말갈 족장 걸사비우와 대조영의 아버지 대중상을 죽였다. 그러나 천문령 전투에서 대조영 부대를 추격해오다 영주도(營州道)의 길목에서 매복해있던 대조영에게 군사들을 거의 잃고 패배하였다. 이후 이해고는 낙무정과 함께 여전히 무주에 저항하고 있던 거란 백성들을 진압하고 연공의 위에 올라 무씨 성을 하사받았다. 하지만 705년에 당 중종이 복위되어 다시 당나라로 회복되자 이해고는 무씨 성을 버렸다. 이해고가 언제 죽었는지는 확실하지 않다.

## 천문령 전투
천문령 전투(天門嶺戰鬪) 또는 천문령 대첩(天門嶺大捷)은 698년, 고왕 대조영(大祚榮)과 무주(武周) 왕조 하의 거란족(契丹) 장수 이해고(李楷固) 간에 벌어진 전투이다.
신라(新羅)와 당의 연합군 (나당 연합군) 에 의해 고구려 (高句麗)가 멸망한 후, 대조영은 부친 걸걸중상(乞乞仲象)을 따라 당의 영주(營州)로 들어갔다. 696년 5월, 거란의 이진충(李盡忠)과 손만영(孫萬榮)이 무주(武周) 왕조에 반란을 일으켜 혼란이 일어난 틈을 타, 걸걸중상과 말갈(靺鞨) 추장 걸사비우 (乞四比羽)는 봉기하려는 준비를 했고, 측천무후(則天武后)의 유화 정책에도 불구하고 고구려가 지난 날 통치했던 영토의 동쪽에 세력을 일으켰다.
당나라가 이해고를 보내 추격시켜 전투가 벌어졌고, 천문령에서 패배한다. 대조영은 말갈족과 고구려 출신의 인물들로 구성된 걸사비우와 걸걸중상의 세력을 규합하여 당군에 대항하였으며 걸사비우와 걸걸중상은 전사했다. 대조영은 천문령에서 당나라 군대를 격파하였고 발해를 건국할 기반을 닦게 되었다. 698년, 대조영은 산서성 대동시 인근의 동모산에서 대진국을 건국한다.

## 이해고가 등장한 작품
- 《대조영》(KBS, 2006년~2007년, 배우 : 정보석)

## 같이 보기
- 거란
  - 이진충 (660년 ~ 696년)
  - 손만영 (696년 ~ 697년)
- 발해
  - 대조영
  - 걸걸중상
  - 걸사비우
- 무주
  - 측천무후
  - 마인절
  - 적인걸